# Murray Mendenhall Jr.
 (juillet 2018).
Si vous disposez d'ouvrages ou d'articles de référence ou si vous connaissez des sites web de qualité traitant du thème abordé ici, merci de compléter l'article en donnant les références utiles à sa vérifiabilité et en les liant à la section « Notes et références ».
Pour les articles homonymes, voir Mendenhall.
Murray Mendenhall Jr., né le 22 octobre 1925, à Fort Wayne, en Indiana et mort le 7 février 2014, à Fort Wayne, en Indiana, est un ancien joueur et entraîneur américain de basket-ball. Il évolue au poste d'arrière. Il est le fils de l'entraîneur Murray Mendenhall.

## Palmarès
- Champion NBL 1949